# Waikakaho (rivière)
La rivière Waikakaho  (enanglais : Waikakaho River) est un cours d’eau  de la région de Marlborough dans l’Île du Sud de la Nouvelle-Zélande.

## Géographie
Elle s’écoule vers le sud à partir de sa source au sud-est de Havelock pour atteindre de le fleuve  Wairau à  5 km à l’ouest de la ville de Tuamarina.
(en) Land Information New Zealand, « détail emplacement: Waikakaho (rivière) », sur New Zealand Gazetteer.